# Cheilosia ampla
Cheilosia ampla är en tvåvingeart som beskrevs av Barkalov och Peck 1997. Cheilosia ampla ingår i släktet örtblomflugor, och familjen blomflugor. Inga underarter finns listade i Catalogue of Life.